# Gloster Gambet
De Gloster Gambet was een Brits eenmotorig jachtvliegtuig, in 1927 gebouwd door de Gloster Aircraft Company. Het was afgeleid van de Gloster Gamecock, en bedoeld voor operaties vanaf vliegdekschepen. Gloster bouwde een prototype, dat op 12 december 1927 voor het eerst vloog. Het was een eenpersoons tweedekker, voorzien van een Bristol Jupiter Series VI stermotor van 420 pK.
De Japanse vliegtuigbouwer Nakajima kocht van Gloster een licentie voor de productie van dit type. Het bedrijf wilde er een contract van de Japanse Keizerlijke Marine voor nieuwe gevechtsvliegtuigen mee winnen. Begin 1928 verscheepte Gloster het prototype naar Japan, waar het werd voorzien van een Japanse Jupiter VI-motor gebouwd door Nakajima. 
Als Nakajima A1N nam het prototype het met succes op tegen inzendingen van Mitsubishi en Aichi. De Keizerlijke Marine selecteerde de Nakajima als nieuw jachtvliegtuig voor haar vliegdekschepen. Het type kreeg de benaming Nakajima A1N1. Hiervan bouwde Nakajima  vijftig exemplaren. In 1930 volgde de verbeterde versie A1N2, waarvan er ongeveer 100 werden gebouwd. De Japanse marine gebruikte het type tot 1935, wanneer het werd vervangen door de Nakajima A2N.